# Ghetto Supastar (That Is What You Are)
"Ghetto Superstar (That Is What You Are)" là một bài hát của rapper người Mỹ Pras hợp tác với rapper Ol' Dirty Bastard và ca sĩ người Mỹ Mýa nằm trong album nhạc phim của bộ phim năm 1998 Bulworth cũng như album phòng thu đầu tay của Pras, Ghetto Supastar (1998). Nó được phát hành như là đĩa đơn thứ hai trích từ hai album vào ngày 6 tháng 6 năm 1998 bởi Interscope Records. "Ghetto Superstar (That Is What You Are)" được đồng viết lời bởi Pras, Bastard và Wyclef Jean, trong đó sử dụng đoạn nhạc mẫu từ đĩa đơn năm 1983 của Kenny Rogers và Dolly Parton là "Islands in the Stream", được viết lời bởi Barry Gibb, Maurice Gibb và Robin Gibb thuộc nhóm nhạc Bee Gees, và được sản xuất bởi Jerry 'Wonda' Duplessis và Jean. Đây là một bản hip hop kết hợp với R&B mang nội dung đề cập đến một người vượt qua nghịch cảnh và khó khăn để thành công, nhưng vẫn luôn chân thành với bản thân và những người xung quanh.
Sau khi phát hành, "Ghetto Superstar (That Is What You Are)" nhận được những phản ứng tích cực từ các nhà phê bình âm nhạc, trong đó họ đánh giá cao việc trích dẫn hiệu quả "Islands in the Stream" cũng như quá trình sản xuất của nó. Bài hát còn gặt hái một đề cử giải Grammy cho Trình diễn Rap xuất sắc nhất của bộ đôi hoặc nhóm nhạc tại lễ trao giải thường niên lần thứ 41. "Ghetto Superstar (That Is What You Are)" cũng tiếp nhận những thành công vượt trội về mặt thương mại, đứng đầu các bảng xếp hạng ở Áo, Đức, Ireland, Hà Lan, New Zealand, Na Uy và Thụy Sĩ, và lọt vào top 10 ở hầu hết những quốc gia nó xuất hiện, bao gồm vươn đến top 5 ở Úc, Bỉ, Đan Mạch, Phần Lan, Ý, Tây Ban Nha, Thụy Điển và Vương quốc Anh. Tại Hoa Kỳ, bài hát đạt vị trí thứ 15 trên bảng xếp hạng Billboard Hot 100, trở thành đĩa đơn thành công có thứ hạng cao nhất của Pras và Bastard, đồng thời là đĩa đơn thứ hai của Mýa lọt vào top 20 tại đây.
Video ca nhạc cho "Ghetto Superstar (That Is What You Are)" được đạo diễn bởi Francis Lawrence với nội dung liên quan mật thiết đến bộ phim, trong đó Pras hóa thân thành Tổng thống Hoa Kỳ đầu tiên là người Mỹ gốc Phi, trước khi nam rapper trình diễn bài hát trên một sân khấuvới nhiều khán giả vây quanh. Video cũng có sự tham gia diễn xuất của những diễn viên chính từ Bulworth như Halle Berry, Warren Beatty, Oliver Platt và Joshua Malina, cũng như Wyclef Jean trong vai trò nhạc công. Nó đã ngay lập tức nhận được nhiều lượt yêu cầu phát sóng trên nhiều kênh truyền hình âm nhạc, bao gồm MTV, VH1 và BET, cũng như nhận được hai đề cử tại giải Video âm nhạc của MTV năm 1998 ở hạng mục Video Rap xuất sắc nhất và Video xuất sắc nhất từ một bộ phim, nhưng không thắng giải nào.
Để quảng bá bài hát, Pras đã trình diễn bài hát trên nhiều chương trình truyền hình và lễ trao giải lớn, bao gồm Top of the Pops (với Mýa), giải Video âm nhạc của MTV năm 1998 (với Bastard và Mýa) và giải Âm nhạc châu Âu của MTV năm 1998 (với Destiny's Child). Được ghi nhận là bài hát trứ danh trong sự nghiệp của Pras, "Ghetto Superstar (That Is What You Are)" đã được hát lại và nhại lại bởi nhiều nghệ sĩ khác nhau, như "Weird Al" Yankovic, Taylor Swift và Vanessa Hudgens. Năm 2001, Bee Gees đã thu âm lại "Islands in the Stream" với phần điệp khúc của nó thay cho đoạn cuối của bản gốc trong album tuyển tập của họ, Their Greatest Hits: The Record.

## Danh sách bài hát
Đĩa CD tại châu Âu
1. "Ghetto Superstar (That Is What You Are)" (bản chính) – 4:26
2. "Ghetto Superstar (That Is What You Are)" (không lời) – 4:26

Đĩa CD maxi tại châu Âu
1. "Ghetto Superstar (That Is What You Are)" (bản chính) – 4:26
2. "Ghetto Superstar (That Is What You Are)" (không lời) – 4:26
3. "Ghetto Superstar (That Is What You Are)" (Acapella) - 4:08
4. "Don't Be Afraid" (trình diễn bởi Mýa) - 4:48

Đĩa CD tại Anh quốc
1. "Ghetto Superstar (That Is What You Are)" (bản chính) – 4:26
2. "Ghetto Superstar (That Is What You Are)" (không lời) – 4:26
3. "Don't Be Afraid" (trình diễn bởi Mýa) - 4:46

## Xếp hạng
| Bảng xếp hạng (1998)                     | Vị trí cao nhất |
| ---------------------------------------- | --------------- |
| Úc (ARIA)                                | 2               |
| Áo (Ö3 Austria Top 40)                   | 1               |
| Bỉ (Ultratop 50 Flanders)                | 1               |
| Bỉ (Ultratop 50 Wallonia)                | 4               |
| Canada (RPM)                             | 9               |
| Canada Dance (RPM)                       | 5               |
| Đan Mạch (Tracklisten)                   | 2               |
| Châu Âu (Eurochart Hot 100 Singles)      | 1               |
| Phần Lan (Suomen virallinen lista)       | 4               |
| Pháp (SNEP)                              | 15              |
| Đức (Official German Charts)             | 1               |
| Ireland (IRMA)                           | 1               |
| Ý (FIMI)                                 | 3               |
| Hà Lan (Dutch Top 40)                    | 1               |
| Hà Lan (Single Top 100)                  | 1               |
| New Zealand (Recorded Music NZ)          | 1               |
| Na Uy (VG-lista)                         | 1               |
| Scotland (OCC)                           | 3               |
| Tây Ban Nha (AFYVE)                      | 4               |
| Thụy Điển (Sverigetopplistan)            | 2               |
| Thụy Sĩ (Schweizer Hitparade)            | 1               |
| Anh Quốc (OCC)                           | 2               |
| Hoa Kỳ Billboard Hot 100                 | 15              |
| Hoa Kỳ Hot R&B/Hip-Hop Songs (Billboard) | 8               |
| Hoa Kỳ Pop Airplay (Billboard)           | 21              |
| Hoa Kỳ Hot Rap Songs (Billboard)         | 19              |

| Bảng xếp hạng (1998)                 | Vị trí |
| ------------------------------------ | ------ |
| Australia (ARIA)                     | 13     |
| Austria (Ö3 Austria Top 40)          | 4      |
| Belgium (Ultratop 50 Flanders)       | 16     |
| Belgium (Ultratop 40 Wallonia)       | 32     |
| Canada Dance (RPM)                   | 37     |
| Denmark (Tracklisten)                | 4      |
| Europe (European Hot 100 Singles)    | 7      |
| Finland (Suomen virallinen lista)    | 19     |
| France (SNEP)                        | 56     |
| Germany (Official German Charts)     | 11     |
| Italy (FIMI)                         | 34     |
| Netherlands (Dutch Top 40)           | 20     |
| Netherlands (Single Top 100)         | 17     |
| New Zealand (Recorded Music NZ)      | 19     |
| Norway Summer Period (VG-lista)      | 1      |
| Sweden (Sverigetopplistan)           | 16     |
| Switzerland (Schweizer Hitparade)    | 3      |
| UK Singles (Official Charts Company) | 9      |
| US Billboard Hot 100                 | 70     |
| US Hot R&B/Hip-Hop Songs (Billboard) | 60     |

| Bảng xếp hạng (1990–99)              | Vị trí |
| ------------------------------------ | ------ |
| Austria (Ö3 Austria Top 40)          | 44     |
| UK Singles (Official Charts Company) | 68     |

## Chứng nhận
| Quốc gia | Chứng nhận | Số đơn vị/doanh số chứng nhận |
| --- | ---------- | ----------------------------- |
| Úc (ARIA) | Bạch kim   | 70.000^                       |
| Áo (IFPI Áo) | Bạch kim   | 50.000*                       |
| Bỉ (BEA) | Bạch kim   | 50.000*                       |
| Pháp (SNEP) | Vàng       | 250.000*                      |
| Đức (BVMI) | Bạch kim   | 500.000^                      |
| Hà Lan (NVPI) | Vàng       | 50.000^                       |
| New Zealand (RMNZ) | Bạch kim   | 10.000*                       |
| Na Uy (IFPI) | Bạch kim   | 0*                            |
| Thụy Điển (GLF) | Bạch kim   | 30.000^                       |
| Anh Quốc (BPI) | Bạch kim   | 600.000^                      |
| * Chứng nhận dựa theo doanh số tiêu thụ. ^ Chứng nhận dựa theo doanh số nhập hàng. ‡ Chứng nhận dựa theo doanh số tiêu thụ và phát trực tuyến. |            |                               |